# Pôle d'équilibre territorial et rural du Perche
Le pôle d'équilibre territorial et rural du Perche (PETR du Perche) est un pôle d'équilibre territorial et rural français situé dans le département d'Eure-et-Loir et la région Centre-Val de Loire. Il succède au pays du Perche d'Eure-et-Loir qui était auparavant le syndicat intercommunal pour l'aménagement et le développement du Perche d'Eure-et-Loir.

## Historique

### Pays du Perche d'Eure-et-Loir
- 1978 : contrat d'Aménagement Rural
- 1981 : contrat de Pays d'Accueil
- 1990 : contrat d'Initiatives Locales
- 1996 : l'association ACARP devient le SIAP
- 1998 : 1er contrat régional du Pays du Perche
- 2005 : 2e contrat régional du Pays du Perche
- 2011 : 3e contrat régional du Pays du Perche

### Pôle d'équilibre territorial et rural
Le pays du Perche d'Eure-et-Loir est dissout le 31 décembre 2015 avec un transfert de compétences et de personnels au Pôle d'équilibre territorial et rural du Perche d'Eure-et-Loire qui est créé le lendemain,,.

## Territoire

### Géographie
Le PETR du Perche se situe sur la partie est du département d'Eure-et-Loir, à cheval entre le nord du Perche et le sud du Thymerais.
|                               |                |             |
| PETR du Pays du Perche ornais | PETR du Perche |             |
| Pays du Perche Sarthois       |                | Pays Dunois |

Il couvre le territoire des communautés de communes qui le composent.

| Nom                          | Code Insee | Intercommunalité        | Superficie (km2) | Population (dernière pop. légale) | Densité (hab./km2) |
| ---------------------------- | ---------- | ----------------------- | ---------------- | --------------------------------- | ------------------ |
| Nogent-le-Rotrou (siège)     | 28280      | CC du Perche            | 23,49            | 9 305 (2022)                      | 396                |
| Arcisses                     | 28236      | CC du Perche            | 45,43            | 2 209 (2022)                      | 49                 |
| Argenvilliers                | 28010      | CC du Perche            | 18,35            | 318 (2022)                        | 17                 |
| Les Autels-Villevillon       | 28016      | CC du Perche            | 10,08            | 110 (2022)                        | 11                 |
| Authon-du-Perche             | 28018      | CC du Perche            | 34,82            | 1 482 (2022)                      | 43                 |
| Beaumont-les-Autels          | 28031      | CC du Perche            | 20,98            | 430 (2022)                        | 20                 |
| Béthonvilliers               | 28038      | CC du Perche            | 12,33            | 132 (2022)                        | 11                 |
| Champrond-en-Perchet         | 28072      | CC du Perche            | 9,02             | 389 (2022)                        | 43                 |
| Chapelle-Royale              | 28079      | CC du Perche            | 9,89             | 321 (2022)                        | 32                 |
| Charbonnières                | 28080      | CC du Perche            | 20,91            | 259 (2022)                        | 12                 |
| Coudray-au-Perche            | 28111      | CC du Perche            | 14,64            | 364 (2022)                        | 25                 |
| Les Étilleux                 | 28144      | CC du Perche            | 8,35             | 194 (2022)                        | 23                 |
| La Gaudaine                  | 28175      | CC du Perche            | 9,19             | 179 (2022)                        | 19                 |
| Luigny                       | 28219      | CC du Perche            | 15,88            | 423 (2022)                        | 27                 |
| Miermaigne                   | 28252      | CC du Perche            | 10,89            | 171 (2022)                        | 16                 |
| Saint-Bomer                  | 28327      | CC du Perche            | 13,32            | 194 (2022)                        | 15                 |
| Saint-Jean-Pierre-Fixte      | 28342      | CC du Perche            | 6,91             | 269 (2022)                        | 39                 |
| Souancé-au-Perche            | 28378      | CC du Perche            | 18,94            | 496 (2022)                        | 26                 |
| Trizay-Coutretot-Saint-Serge | 28395      | CC du Perche            | 11,15            | 438 (2022)                        | 39                 |
| Vichères                     | 28407      | CC du Perche            | 12,27            | 288 (2022)                        | 23                 |
| Senonches                    | 28373      | CC des Forêts du Perche | 62,48            | 3 013 (2022)                      | 48                 |
| Boissy-lès-Perche            | 28046      | CC des Forêts du Perche | 33,66            | 495 (2022)                        | 15                 |
| La Chapelle-Fortin           | 28077      | CC des Forêts du Perche | 14,41            | 169 (2022)                        | 12                 |
| Digny                        | 28130      | CC des Forêts du Perche | 39,99            | 1 002 (2022)                      | 25                 |
| La Ferté-Vidame              | 28149      | CC des Forêts du Perche | 39,81            | 558 (2022)                        | 14                 |
| La Framboisière              | 28159      | CC des Forêts du Perche | 5,23             | 337 (2022)                        | 64                 |
| Jaudrais                     | 28200      | CC des Forêts du Perche | 15,3             | 409 (2022)                        | 27                 |
| Lamblore                     | 28202      | CC des Forêts du Perche | 10,8             | 323 (2022)                        | 30                 |
| Louvilliers-lès-Perche       | 28217      | CC des Forêts du Perche | 14,5             | 198 (2022)                        | 14                 |
| Le Mesnil-Thomas             | 28248      | CC des Forêts du Perche | 16,34            | 337 (2022)                        | 21                 |
| Morvilliers                  | 28271      | CC des Forêts du Perche | 9,92             | 127 (2022)                        | 13                 |
| La Puisaye                   | 28310      | CC des Forêts du Perche | 20,5             | 247 (2022)                        | 12                 |
| Les Ressuintes               | 28314      | CC des Forêts du Perche | 7,46             | 153 (2022)                        | 21                 |
| Rohaire                      | 28316      | CC des Forêts du Perche | 10,01            | 131 (2022)                        | 13                 |
| La Saucelle                  | 28368      | CC des Forêts du Perche | 14,26            | 201 (2022)                        | 14                 |
| La Loupe                     | 28214      | CC Terres de Perche     | 7,27             | 3 230 (2022)                      | 444                |
| Belhomert-Guéhouville        | 28033      | CC Terres de Perche     | 10,95            | 811 (2022)                        | 74                 |
| Champrond-en-Gâtine          | 28071      | CC Terres de Perche     | 33,68            | 733 (2022)                        | 22                 |
| Chassant                     | 28086      | CC Terres de Perche     | 4,46             | 304 (2022)                        | 68                 |
| Combres                      | 28105      | CC Terres de Perche     | 14,9             | 553 (2022)                        | 37                 |
| Les Corvées-les-Yys          | 28109      | CC Terres de Perche     | 13,51            | 327 (2022)                        | 24                 |
| La Croix-du-Perche           | 28119      | CC Terres de Perche     | 12,5             | 148 (2022)                        | 12                 |
| Fontaine-Simon               | 28156      | CC Terres de Perche     | 16,88            | 887 (2022)                        | 53                 |
| Frazé                        | 28161      | CC Terres de Perche     | 27,55            | 488 (2022)                        | 18                 |
| Happonvilliers               | 28192      | CC Terres de Perche     | 18,96            | 309 (2022)                        | 16                 |
| Manou                        | 28232      | CC Terres de Perche     | 13,38            | 606 (2022)                        | 45                 |
| Marolles-les-Buis            | 28237      | CC Terres de Perche     | 13,08            | 207 (2022)                        | 16                 |
| Meaucé                       | 28240      | CC Terres de Perche     | 11,33            | 499 (2022)                        | 44                 |
| Montireau                    | 28264      | CC Terres de Perche     | 10,1             | 136 (2022)                        | 13                 |
| Montlandon                   | 28265      | CC Terres de Perche     | 2,87             | 254 (2022)                        | 89                 |
| Nonvilliers-Grandhoux        | 28282      | CC Terres de Perche     | 21,61            | 431 (2022)                        | 20                 |
| Saint-Éliph                  | 28335      | CC Terres de Perche     | 23,46            | 833 (2022)                        | 36                 |
| Saint-Maurice-Saint-Germain  | 28354      | CC Terres de Perche     | 12,19            | 484 (2022)                        | 40                 |
| Saint-Victor-de-Buthon       | 28362      | CC Terres de Perche     | 27,72            | 509 (2022)                        | 18                 |
| Saintigny                    | 28331      | CC Terres de Perche     | 45,22            | 934 (2022)                        | 21                 |
| Thiron-Gardais               | 28387      | CC Terres de Perche     | 13,46            | 972 (2022)                        | 72                 |
| Vaupillon                    | 28401      | CC Terres de Perche     | 12,47            | 461 (2022)                        | 37                 |

### Composition
Le PETR du Perche se compose de 3 communautés de communes qui représentent 57 communes  :
| Intercommunalité        | Nombre de communes | Population (dernière pop. légale) | Superficie (km2) | Densité (hab./km2) |
| ----------------------- | ------------------ | --------------------------------- | ---------------- | ------------------ |
| CC du Perche            | 20                 | 17 975                            | 326,80           | 55                 |
| CC des Forêts du Perche | 15                 | 7 669                             | 314,70           | 24                 |
| CC Terres de Perche     | 22                 | 14 121                            | 367,60           | 38                 |

## Administration

### Siège
Le siège du PETR est situé à Nogent-le-Rotrou.

### Présidence
Le comité syndical du 14 septembre 2020 a réélu sa présidente, Marie-Christine Loyer, vice-présidente de la communauté de communes des Forêts du Perche, et désigné ses 6 vice-présidents qui sont :
- Harold Huwart, président de la communauté de communes du Perche ;
- Éric Gérondeau, vice-président de la communauté de communes du Perche ;
- Éric Gérard, président de la communauté de communes Terres de Perche ;
- Victor Provôt, vice-président de la communauté de communes Terres de Perche ;
- Xavier Nicolas, président de la communauté de communes des Forêts du Perche;
- Catherine Stroh, conseiller communautaire de la communauté de communes des Forêts du Perche.

| Identité | Identité              | Étiquette | Début | Fin      | Fonctions                                                          |
| -------- | --------------------- | --------- | ----- | -------- | ------------------------------------------------------------------ |
|          | Jean-Pierre Jallot    | LR        | 2016  | 2018     | Président de l'ancienne communauté de communes de l'Orée du Perche |
|          | Marie-Christine Loyer | SE        | 2018  | en cours | Vice-présidente de la communauté de communes des Forêts du Perche  |

### Compétences
Le PETR du Perche est compétent en matière de ,,:
- Actions de promotion de la transition écologique : animation d'une plateforme de rénovation énergétique de l'habitat ; élaboration et mise en œuvre du plan climat-air-énergie territorial ;
- Élaboration, approbation, mise en œuvre, suivi, évaluation et révision du schéma de cohérence territoriale ;
- Élaboration d'un plan de mobilité rurale et coordination de la mise en œuvre du plan d'actions ;
- Coordination et management de la promotion touristique du territoire, commercialisation de forfaits et séjours touristiques, opérations d'aménagement touristique d'intérêt territorial.
- Conseil auprès des acteurs économiques dont les entreprises locales et coordination, élaboration et diffusion des actions et outils de promotion économique du territoire.